# Malmholmen
Malmholmen är en halvö i Finland.   Den ligger i kommunen Raseborg i landskapet Nyland, i den södra delen av landet, 80 km väster om huvudstaden Helsingfors.
Terrängen på Malmholmen är varierad.  I omgivningarna runt Malmholmen växer i huvudsak blandskog.